# Dmitrij Kitaenko
Dmitrij Georgievič Kitaenko (Leningrado, 18 agosto 1940) è un direttore d'orchestra russo, Artista del popolo dell'Unione Sovietica (1984).
Nacque a Leningrado nell'Unione Sovietica (oggi San Pietroburgo in Russia) e studiò al Conservatorio Glinka e a quelli di Leningrado e Mosca. Fu premiato nel primo concorso Herbert von Karajan nel 1969.
Kitayenko è stato direttore musicale dell'Orchestra Filarmonica di Mosca per 14 anni. Ha inoltre ricoperto il ruolo di direttore principale dell'Orchestra Filarmonica di Bergen (1990-1998), della Frankfurt Radio Symphony Orchestra (1990-1996), dell'Orchestra Sinfonica KBS (1999-2004) e della Berner Symphonieorchester (1990-2004). È stato anche direttore principale del Teatro accademico di musica Stanislavski e Nemirovich-Danchenko di Mosca (1970-1976).